# Julia y el celacanto
Julia y el celacanto es una película cómica española estrenada en 1961, dirigida por Antonio Momplet y protagonizada por Concha Velasco y Tony Leblanc.

## Sinopsis
En la película se narra la historia de Julia, la secretaria de Don Eulogio, un fabricante de conservas de la población levantina de Tordesa. Julia descubre en el municipio la existencia de un celacanto, una especie marina que en los últimos tiempos había acaparado la atención de los medios de comunicación y de científicos de todo el mundo, ya que se creía exinguido hacía millones de años. El descubrimiento atrae a varios grupos de científicos extranjeros que desean quedarse con el pez, ofreciendo mucho dinero por él, aunque las autoridades españolas no lo quieren dejar salir del país. Ante el peligro de que le quiten el celacanto, Julia lo esconde con la ayuda de sus hermanos.

## Reparto
- Concha Velasco como Julia Sánchez.
- Tony Leblanc como Aparicio López.
- Virgílio Teixeira como Juan.
- Carlos Casaravilla como Don Eulogio Rivera.
- Santiago Rivero como Sebastián Pérez Cabezón.
- Matilde Muñoz Sampedro como esposa de Sebastián.
- Francisco Bernal como Profesor Alessandro Poppi.
- Alberto Berco como Manolo.
- Antonio Giménez Escribano